# Conjecture de Vandiver
La conjecture de Vandiver concerne une propriété des corps de nombres algébriques. Bien qu'attribuée au mathématicien américain Harry Vandiver, la conjecture a été formulée en premier dans une lettre d'Ernst Kummer à Leopold Kronecker.
Soit K = ℚ(ζp)+ le sous-corps réel maximal du p-ième corps cyclotomique. La conjecture de Vandiver affirme que p ne divise pas le nombre de classes hK de K.
Par comparaison, voir l'article sur les nombres premiers réguliers et irréguliers.
Une démonstration de la conjecture de Vandiver constituerait une avancée remarquable en théorie algébrique des nombres. Beaucoup de théorèmes reposent en effet sur la validité de cette conjecture. Par exemple, la conjecture de Vandiver entraîne que le p-rang du groupe des classes d'idéaux de ℚ(ζp) est égal au nombre de nombres de Bernoulli divisibles par p (une amélioration remarquable du théorème de Herbrand-Ribet).
La conjecture de Vandiver a été vérifiée pour p < 227 = 134 217 728.
Masato Kurihara a démontré que cette conjecture était équivalente à ce que la K-théorie algébrique des entiers, Kn(ℤ), soit nulle pour tout n multiple de 4. Elle est même équivalente à une conjecture plus précise sur la valeur de ces K-groupes pour tout n. Cette équivalence était sous l'hypothèse de la conjecture de Milnor, à présent démontrée.